# 山幸彥與海幸彥
山幸彥與海幸彥乃是《記紀》二書所記載的日本神話，一般通稱「海幸山幸」。此神話故事主要以今宮崎縣宮崎市為舞台，亦是日本民間故事《浦島太郎》的藍本。

## 概要

### 日本書紀之記載

#### 卷第二神代下第十段本文
兄火闌降命擅長到海裡釣魚，弟彥火火出見尊擅長在山野間狩獵。某日兄弟二人商量互相交換魚竿和弓矢，結果各不得其利，於是兄悔之。兄將弓箭還回並向弟索討釣鉤，想不到弟不慎遺失，遂以其橫刀鍛作新鉤，盛一箕而還給兄。兄忿曰：「非我舊鉤，雖多不取。」並更加責備其弟。彥火火出見尊相當苦惱，行吟海畔。時逢鹽土老翁，老翁問曰：「何故在此愁乎？」弟向老翁道盡事情原委。老翁曰：「別擔心，我當爲你計之。」乃作無目籠，讓彥火火出見尊坐於籠中，沉之於海。到了海中，彥火火出見尊棄籠遊行，忽至海神之宮。此宮雉堞整頓，臺宇玲瓏。門前有一井，井邊有一顆枝葉扶疏的湯津杜樹。彥火火出見尊就在樹下徒倚彷徨，半晌有一美人推門而出，以玉鋺來井裡汲水。舉目見之乃驚而返回，對其父母曰：「有一稀客在門前樹下。」於是海神鋪設八重席薦，邀請彥火火出見尊入內。坐定後問其來意，彥火火出見尊便將事情原委告之。海神乃集合大小之魚逼問之，咸曰：「不知道，唯赤女（鯛魚）有口疾而不來。」召來赤女探其口，果得失鉤。
後來彥火火出見尊娶海神女豐玉姬，留在海神宮三年。彼處雖安樂，卻猶有思鄉之情，故時常嘆息。豐玉姬聞之而謂其父曰：「天孫悽然歎息數次，難道是懷鄉之憂？」海神向彥火火出見尊說：「天孫若欲還鄉，我當奉送。」說完便將釣鉤還給他，並曰：「你還此鉤予兄時，暗中呼此鉤『貧鉤』，然後再還之。」並授予潮滿瓊珠及潮涸瓊珠，曰：「使用潮滿瓊珠則可溺沒你兄，若兄悔而祈則改用潮涸瓊珠以救。如此逼惱你兄，則將自伏。」及將歸去，豐玉姬謂天孫曰：「妾已妊娠矣，不久當產。妾必在風濤急峻之日出到海濱，請為我作產室相待。」
彥火火出見尊回到陸地後，便按照海神的話做。其兄火闌降命遭受厄困，乃自伏罪曰：「從今以後，我將為你俳優之民，請施恩放我一條生路。」於是，隨其所乞而赦之；火闌降命即我田君小橋等之本祖。
後來豐玉姬果真如約帶著胞妹玉依姬上岸，分娩前對彥火火出見尊說：「妾生產時請勿觀看。」結果彥火火出見尊忍不住窺看，豐玉姬生產時化為龍，慚愧地說：「如果天孫不窺伺而羞辱我，則使海陸相通，永無隔絕；今既已羞辱妾，雙方感情如何連結呢？」遂將其兒以草裹之、棄之海邊，閉海徑而離去；故將此兒名為彥波瀲武鸕鷀草葺不合尊。後來彥火火出見尊亡故，葬於日向高屋山上陵。

#### 卷第二神代下第十段一書（一）
兄火酢芹命擅長在海裡捕魚，弟彥火火出見尊則擅長在山間打獵。兄弟議定互易其幸，兄持弟之弓入山覓獸，終不見獸之蹤跡；弟持兄之鉤入海釣魚，殊無所獲並遺失其鉤。兄將弓矢還給弟，責怪弟遺失其鉤。弟以所帶橫刀做鉤，盛一箕還兄，兄不接受說道：「仍然想拿回我之舊鉤。」於是彥火火出見尊不知所求，但有憂吟，乃行至海邊彷徨嗟嘆。
有一老人忽然而至，自稱鹽土老翁，問之：「君是何人？何故患於此處乎？」火火出見尊遂一五一十具報。老翁取嚢中玄櫛投地，化成五百箇竹林。取其竹作大目麁籠，讓火火出見尊坐於籠中，投入海中。一云以無目堅間為浮木，以細繩繋著火火出見尊而沈之。所謂堅間，乃今之竹籠。在海底循著小汀前進，忽到海神豐玉彥之宮。宮殿城闕崇華，樓臺壯麗。門外有井，井旁有杜樹，火火出見尊乃就樹下立之。良久有一容貌絶世之美人，侍者群從自內而出，以玉壼汲玉水，仰見火火出見尊，驚嚇得回去秉告其父神曰：「門前井邊樹下有一貴客，骨法並非常人。若從天降者當有天垢，從地來者當有地垢，實是妙美虛空美男子。」一云豐玉姬之侍者以玉瓶汲水，但無法汲滿。俯視井中則倒映笑容之顏，抬頭仰觀，有一麗神倚於杜樹，故入內告知其王。
於是豐玉彥遣人問曰：「客是誰人？何以至此？」火火出見尊對曰：「我是天神之孫也。」並言明其來意。海神迎拜延請入內，慇懃奉慰並以豐玉姬許配之，故留住海宮已經三載。後來火火出見尊經常嘆息，豐玉姬見狀問曰：「天孫想要還鄉歸去嗎？」對曰：「然也。」豐玉姬即告父神曰：「在此貴客意望欲還上國。」於是海神召集海魚，覓問其鉤。有一魚對曰：「赤女（或云赤鯛）久有口疾，可能吞了此鉤吧？」即召赤女見其口，鉤猶在口，便得之，乃以授彥火火出見尊。海神教之曰：「以此鉤還給你兄時，則可詛言『貧窮之本、飢饉之始、困苦之根』，然後再給他。另外你兄涉海時，我必起迅風洪濤，令其沒溺辛苦。」於是火火出見尊搭乘大鰐回到故鄉。
火火出見尊與豐玉姬道別前，後者說：「妾已有身矣，當以風濤壯日出到海邊，請替我造產屋以待之。」後來豐玉姬果如其言到來，謂火火出見尊曰：「妾今夜當產，請勿臨之。」火火出見尊不聽，猶以櫛燃火窺視之。彼時豐玉姬化成八尋大熊鰐，匍匐逶虵。豐玉姬遂以見辱爲恨，逕自返回海鄉，留其胞妹玉依姬扶養其兒。所以兒取名彥波瀲武鸕鷀草葺不合尊，蓋因海濱產屋全用鸕鷀羽為草葺之，而甍未合時兒即生焉，故因以為名。

#### 卷第二神代下第十段一書（二）
門前有一好井，井傍有百枝杜樹，故彥火火出見尊跳到樹上而立。海神之女豐玉姬手持玉鋺來汲水，見人影倒映於井中，乃仰視之。驚而墜鋺，不顧鋺既破碎而返回，向父母秉告：「妾見一人於井邊樹上，顏色甚美、容貌且閑，非常人也。」父神聞而奇之，乃設八重席迎入，坐定後問明來意。彥火火出見尊回覆事情委曲，海神便起憐心，盡召鰭廣鰭狹而問，皆回曰：「不知，但赤女有口疾不來；亦云口女有口疾。」即急召至而探其口，所失之針鉤立得。於是海神下令：「妳口女從今以後不得呑餌，亦不得當作天孫之饌。」所以口女魚不當祭祀供品，此其緣由。
到了彥火火出見尊將歸之時，海神言：「今委屈天神之孫降臨我處，心中欣慶不敢忘之。」乃奉上思則潮溢之瓊珠、思則潮涸之瓊珠、魚鉤等曰：「皇孫，雖隔八重之隈，希望時常記得我們而勿棄置。」並教之曰：「以此鉤給與你兄時則稱『貧鉤、滅鉤、落薄鉤。』說完之後直接丟棄於地，勿直接授與你兄。若你兄起怒而有賊害之心，則取出潮溢瓊珠以漂溺之；若已至危苦求愍，則出潮涸瓊珠以救之。如此逼惱你兄，自當臣伏。」
彥火火出見尊拿著瓊珠與魚鉤歸來本宮，依照海神的教導先拿鉤給兄，兄怒不受。故弟取出潮溢瓊珠，則淹大潮而兄沒溺，哀求著說：「我當為你的奴僕，願垂救活。」弟取出潮涸瓊珠，則潮自涸而兄還平復。不料兄改曰：「我是你兄，哪有哥哥向弟弟服侍的道理？」弟復取出潮溢瓊珠，兄見之登上高山，但潮亦淹沒高山；兄緣高樹，則潮亦沒樹。兄既窮途，無所逃去，乃伏罪曰：「我已過矣。從今以後我子孫八十連屬，恆當爲你俳人（一云狗人），請原料我。」弟還出涸瓊珠，則潮自息。於是兄知弟有神德，遂伏事其弟。是以火酢芹命苗裔、諸隼人等至今不離天皇宮牆之傍，代吠狗而奉事矣。世人不債失針，此其緣由。

#### 卷第二神代下第十段一書（三）
兄火酢芹命能得海幸，故號海幸彥；弟彥火火出見尊能得山幸，故號山幸彥。兄毎遇風雨，總是失其利；弟雖逢風雨，其幸不變。兄謂弟曰：「我想跟你換幸。」弟許諾而互換。兄取弟弓矢入山獵獸，弟取兄釣鉤入海釣魚，倶不得利空手來歸。兄即還弟弓矢而索討釣鉤，但弟已失鉤於海中，無法訪獲，故另作新鉤數千與之，兄怒不受，急責舊鉤。
弟往海濱低徊愁吟，恰有一川雁遭困厄，遂起憐心而釋放。不久有鹽土老翁來，乃作無目堅間小船，載火火出見尊，推放於海中。則自然沈去，忽有可怜領路，故尋路而往，抵達海神之宮。是時海神自迎延入，鋪設海驢皮八重使坐其上，兼設饌百机，以盡主人之禮。海神問曰：「天神之孫為何蒞臨？」一云「先前我兒來語曰：『天孫憂居海濱，不知發生何事。』有這件事嗎？」彥火火出見尊將事情本末一一說出。海神則以其女豐玉姬許配之，遂纒綿篤愛過了三年。
及至將歸，海神乃召鯛女探其口，即得鉤。於是獻上此鉤給彥火火出見尊，奉教之曰：「以此給你兄時，可稱曰：『大鉤、踉䠙鉤、貧鉤、癡騃鉤。』說完之後就丟給他。」接著召集鰐魚問之曰：「天神之孫今當還去，你們幾日之內可載回天孫？」諸鰐魚各隨其長短，定其日數，其中有一尋鰐自言：「一日之內就可抵達。」故即遣此尋鰐魚以奉還。復進潮滿瓊、潮涸瓊二種寶物，教導其用法曰：「兄在高處作田，你可於低處作田；兄在低處作田，你可往高處作田。」海神盡誠奉助。彥火火出見尊歸來，遵海神教導而行之。弟時出潮滿瓊，即兄舉手溺困；還出潮涸瓊，則休而平復。其後火酢芹命，日以襤褸而憂之曰：「我已貧矣。」乃歸伏於弟。
豐玉姬向天孫說：「妾已有娠，天孫之胤豈可產於海中乎？故當產時必就君處，如為我造屋於海邊以相待者，是所望也。」故彥火火出見尊已還鄉，即以鸕鷀之羽、葺爲產屋。屋甍尚未完成，豐玉姬自馭大龜與胞妹玉依姬來到。時孕月已滿、産期方急，故不待葺合逕入居，並謂天孫曰：「妾將産，請勿臨之。」天孫心怪其言竊覘之，則化爲八尋大鰐。豐玉姬獲悉天孫視其私屏，深懷慙恨。生下兒子後，天孫問曰：「應該取什麼名字才可以？」對曰：「宜號彥波瀲武鸕鷀草葺不合尊。」言訖涉海俓離去。彼時彥火火出見尊乃歌曰：
|  | 飫企都鄧利 軻茂豆勾志磨爾 和我謂禰志 伊茂播和素邏珥 譽能據鄧馭登母 （沖つ鳥 鴨づく島に 我が率寝し 妹は忘らじ 世のことごとも） （野鴨飛來的沖之島 曾與我同床共枕的妻子絕對不會忘記啊 直到世界末日） |

亦云彥火火出見尊募集婦人為乳母、湯母、飯嚼、湯坐等工作，以養育其兒。彼時用他婦之乳養皇子，此世取乳母、養兒之緣由。後來豐玉姬聞其兒端正，心甚憐重，欲復歸養。但於義不可，故遣胞妹玉依姬來養。豐玉姬命寄玉依姬而奉報歌曰：
|  | 阿軻娜磨廼 比訶利播阿利登 比鄧播伊珮耐 企弭我譽贈比志 多輔妬勾阿利計利 （赤玉の 光はありと 人は言へど 君が装し 貴くありけり） （紅玉閃閃發光 人們說你的姿態 非常地壯麗） |

#### 卷第二神代下第十段一書（四）
兄火酢芹命得山幸利，弟火折尊得海幸利。弟在海濱愁吟時遇鹽筒老翁，後者問曰：「何故如此哀愁？」火折尊對曰云云。老翁曰：「別擔心，我將計之。」計曰：「海神所乘駿馬者，八尋鰐也。是竪其鰭背而在橘之小戶，我當與之共策。」乃與火折尊一起找鰐魚。
是時鰐魚策之曰：「我八日以後方送天孫於海宮，唯我王駿馬一尋鰐魚，一日之內必可到達。故現在我回去請此尋鰐魚出來，天孫應該乘彼入海。入海之時自有可怜小汀，隨其汀而進，必至我王之宮。宮門井上，當有湯津杜樹，宜就其樹上而居之。」說完即入海。故天孫隨鰐所言留居，相待已八日。不久方有一尋鰐來，因乘之而入海，每遵前鰐之教。
時有豐玉姬侍者持玉鋺當汲井水，見人影在水底，酌取水卻不得，因以仰見天孫，即入告其王曰：「我謂我王獨能絶麗，今有一客遠勝我王。」海神聞之曰：「試以察之。」乃設三床請入。於是天孫於邊床則拭其兩足，於中床則據其兩手，於內床則寛坐於眞床覆衾之上。海神見到乃知是天神之孫，益加崇敬。海神召赤女、口女詢問，口女自口出鉤以奉上。赤女即赤鯛也，口女即鯔魚也。
海神授鉤予彥火火出見尊並教之曰：「還鉤給兄時，則當言：『你生子八十連屬之裔，貧鉤、狹狹貧鉤。』言訖三下唾與之。又兄入海釣時，天孫宜在海濱以作風招。風招即嘯也，如此則我起瀛風邊風，以奔波溺惱。」火折尊歸來，俱遵神教。至及兄釣之日，弟居濱而嘯之。迅風忽起，兄則溺苦，無由可生，便遙請弟曰：「你久居海底，必有善術，願以救之。若活我者，我生兒八十連屬，不離你之垣邊，當爲俳優之民。」於是弟嘯已停而風亦止息，故兄知弟德，欲自伏辜，而弟有慍色，不與共言。於是兄著犢鼻，以赭塗掌塗面，告其弟曰：「我如此污身，永爲你俳優者。」乃舉足踏行，學其溺苦之狀。初潮漬足時則爲足占，至膝時則舉足，至股時則走廻，至腰時則捫腰，至腋時則置手於胸，至頸時則舉手揮掌。從古至今，曾無廢絶。
豐玉姬出來當産時，請皇孫曰云云。皇孫不從，豐玉姬生氣地說：「不用我言，令我屈辱。故自今以後，妾奴婢至君處者，勿復放還。君奴婢至妾處者，亦勿復還。」遂以眞床覆衾及草裹其兒置之波瀲，隨即入海離去，此海陸不相通之緣由。一云未曾置兒於波瀲，而是豐玉姬命自抱兒而去。久之曰：「天孫之胤，不宜置此海中。」乃使玉依姬持之送出。初豐玉姬別去時，恨言既切，故火折尊知其不可復會，乃有贈歌，如同前面所述。

### 古事記之記載
依《古事記》上卷的內容，火照命又名海佐知毘古，善於捕取大、小魚類；火遠理命又名山佐知毘古，善於捕捉大、小獸類。弟火遠理命向其兄火照命說：「我們來交換彼此的工具吧。」求了三次皆未成，最後火照命才勉強同意。火遠理命用魚竿釣不到一尾魚，亦失鉤於海。於是兄火照命索討其鉤曰：「山之幸、海之幸，我們拿著對方的工具都得不到利益。」要求返還其工具。弟火遠理命答曰：「你的魚鉤都釣不到任何魚，而且已經遺失在海裡。」然而兄強徵失鉤，弟破其佩帶的十拳劍化作五百個、一千個鉤償還，兄猶不接受並云：「我只想拿回本來那個魚鉤。」
於是弟在海濱憂愁哭泣時，鹽椎神來問曰：「你為什麼哭得這麼傷心呢？」答言：「我和兄長交換工具卻不慎失鉤，雖然償還更多魚鉤給他卻不接受，只想討回本來的舊鉤，所以才發愁。」鹽椎神云：「我爲汝命作善議。」即刻製作無間勝間之小船，並教導他說：「我造的這條小船將載運你前往海底，如魚鱗所造之宮室，為綿津見神之宮，宮門旁有一座水井，井傍有湯津香木。你坐在樹木上，見海神之女出來即與之相議。」
火遠理命乘船，如其所言登香木以坐。海神之女豐玉毘賣之奴婢持玉器酌水之時，見到井裡有光；仰頭看到有一美男子，甚為異奇。火遠理命向奴婢乞討水，婢乃酌水入玉器貢進。火遠理命不飮水，解下頸之玉璵，含口唾入玉器，於是玉璵黏著玉器。奴婢無法分離之，故將之拿進去給豐玉毘賣命。
豐玉毘賣命見到玉璵問道：「門外有人嗎？」答曰：「有人位於井邊香木上，美男子也，甚至勝過我王。」豐玉毘賣命覺得奇妙，也出門察看，乃回家秉告父王：「吾門有麗人。」海神也出門察看且云：「此人乃天津日高之御子，虛空津日高矣。」海神隨即差人以美智皮之疊敷八重，亦絁疊八重敷其上，邀請火遠理命坐其上，並準備百取机代物為御饗，並令其女豐玉毘賣下嫁之。故火遠理命住其國，至三年。
一日火遠理命想起前來綿津見神之宮的初衷，大聲長嘆。豐玉毘賣命聞其歎息，向父王秉奏曰：「火遠理命在此住了三年從未嘆息，如今卻一聲長嘆，不知是何原因？」於是綿津見神問其聟夫曰：「今晨我聽女兒說天孫在此三年未曾嘆氣，昨夜卻長嘆一聲，不知是何故？」於是火遠理命向綿津見神具告其兄索討失鉤之事，因此海神召集所有大小魚類問曰：「有沒有人拿走此鉤？」大家一同回答：「先前赤海鯽魚於喉嚨哽住異物無法進食，哀愁地向大家訴苦，一定是那支舊鉤。」
於是探赤海鯽魚之喉而取出舊鉤，即取出而淸洗，奉還火遠理命之時，綿津見大神誨曰：「以此鉤給其兄時，暗中咒之『此鉤，淤煩鉤、須須鉤、貧鉤、宇流鉤』然後再拿給其兄。如果其兄在高處作田，你就居於下處；如果其兄在下處作田，你就改至高處。我會控制水流，三年之間必令其兄貧窮。如果他發怒攻打你，就取出鹽盈珠而溺之；如果哀求你饒恕，就拿出鹽乾珠而放他生路。」說完即拿出鹽盈珠、鹽乾珠贈與火遠理命。
綿津見神又召集所有和邇魚問曰：「現在天津日高之御子虛空津日高將回到陸上，你們誰幾日內可送回，趕快回奏上來。」於是眾魚一一回覆自己需花費的路程時間，有一尋和邇說：「僕者一日之間即可載運天孫回陸上。」海神告訴一尋和邇說：「好吧，指定由你載送，渡海時別讓天孫惶畏。」所以天孫騎在其頸部返回，果如和邇所言一日之間便抵達陸地。火遠理命解下所配戴的附有繫繩的小刀，掛在一尋和邇的脖子上，所以一尋和邇於今謂佐比持神。
於是火遠理命按海神所言詛咒舊鉤並還於其兄，火照命遭受困阨，前來討戰其弟。將攻之時，弟取出鹽盈珠而令之溺，兄哀求饒命，弟遂出鹽乾珠而救之。如此令其惚苦之時，兄火照命稽首曰：「我自今以後為汝命之晝夜守護人而仕奉。」故至今其溺時之種種之態，不絶仕奉。
海神之女豐玉毘賣命自海裡出現，並告訴火遠理命：「妾妊身今臨產，念天神之御子不可生於海，故來到此地。」火遠理命在海邊以鵜羽與葺草造產房，然而尚未完成時豐玉毘賣命卻即將分娩。豐玉毘賣命告訴火遠理命說：「他國人臨產時，將以本國之原形生產。故妾今以本身之形態生產，請勿窺伺。」後者卻因好奇窺伺其臨盆的過程，詎料豐玉毘賣命化成八尋鱷鮫而匍匐委蛇，嚇得火遠理命驚愕遁退。產後豐玉毘賣命知道被夫婿偷窺而感到羞恥，於是放置其兒並說：「妾原本暢通海道欲往來，然而夫君窺伺妾的原形，甚為羞愧。」於是阻斷海道而返回海底。而她的兒子產於鵜羽葺草殿未葺合之時，故名天津日高日子波限建鵜草葺不合命。後來，豐玉毘賣命雖然憎恨遭到偷窺一事，卻放不下自己的兒子，因此託付給其胞妹玉依毘賣，並獻歌曰：
|  | 阿加陀麻波 袁佐閇比迦禮杼 斯良多麻能 岐美何余曾比斯 多布斗久阿理祁理 朱玉は 緒さへ光れど 白玉の君な裝いし 貴くありけり 赤玉連著細繩閃閃發光著 白玉模樣的你也十分高貴 |

而火遠理命也答歌曰：
|  | 意岐都登理 加毛度久斯麻邇 和賀韋泥斯 伊毛波和須禮士 余能許登碁登邇 沖津鳥 鴨度く島に 我が居寢し 妹は忘れじ 世の事々に 海上的鳥 無法忘記在鴨子渡過的島上與我共度良宵的妳 不管世間發生什麼事 |

日子穗穗手見命在高千穗宮活了五百八十歲，其陵墓位在高千穗山之西。

## 解說
彥火火出見尊之子彥波瀲武鸕鷀草葺不合尊與其姨母玉依姬結婚產下彥五瀨命、稻飯命、三毛入野命、稚三毛野尊（亦名神日本磐余彥尊，卽神武天皇（日本第1代天皇））等四子。所以此神話故事代表從神的世代轉向人的世代之過渡時期，故事的舞臺也從天、黃泉國、葦原中國轉成倭國。再者，彥火火出見尊進入海神宮殿的歷程，形成了日本民間故事《浦島太郎》的故事骨架。